# 안토니오 반데라스
안토니오 반데라스(스페인어: Antonio Banderas, 1960년 8월 10일~)는 스페인의 배우다. 페드로 알모도바르 감독의 뮤즈 중 한 명으로, 그의 다수 작품에 출연하며 전 세계적으로 이름을 알렸다. 특히나 알모도바르의 2019년 영화 《페인 앤 글로리》를 통해 칸 영화제 남자배우상을 수상했으며, 아카데미 남우주연상 후보에도 올랐다. 페넬로페 크루스, 하비에르 바르뎀과 함께 할리우드에서 성공적으로 자리잡은 스페인의 대표 배우 중 한 명이다.

## 출연 작품
- 정열의 미로(1982)
- 마타도르(1986)
- 욕망의 법칙(1987)
- 신경쇠약 직전의 여자(1988)
- 욕망의 낮과 밤(1989)
- 필라델피아(1993)
- 뱀파이어와의 인터뷰(1994)
- 데스페라도(1995) - 엘 마리아치 역
- 어쌔신(1995)
- 마스크 오브 조로(1998) - 알레한드로 무리에타 / 조로 역
- 스파이 키드(2001) - 그레고리오 "그렉" 코르테스 역
- 팜므 파탈(2002) - 니콜라스 바르도 역
- 스파이 키드 2: 잃어버린 꿈들의 섬(2002) - 그레고리오 "그렉" 코르테스 역
- 프리다(2002) - 다비드 시케이로스 역
- 스파이 키드 3D: 게임 오버(2003) - 그레고리오 "그렉" 코르테스 역
- 원스 어폰 어 타임 인 멕시코(2003)
- 슈렉 2(2004) - 장화 신은 고양이 역 (목소리)
- 레전드 오브 조로(2005) - 알레한드로 무리에타 / 조로 역
- 슈렉 3(2007) - 장화 신은 고양이 역 (목소리)
- 슈렉 포에버(2010) - 장화 신은 고양이 역 (목소리)
- 내가 사는 피부(2011)
- 장화 신은 고양이(2011) - 장화 신은 고양이 역 (목소리)
- 헤이와이어(2012)
- 루비 스팍스(2012)
- 아임 소 익사이티드(2013) - 카메오
- 마세티 킬즈(2013) - 카메오
- 익스펜더블 3(2014) - 가르고 역
- 스폰지밥3D(2015)
- 나이트 오브 컵스(2015)
- 33(2015)
- 페인 앤 글로리(2019) - 살바도르 마요 역
- 시크릿 세탁소(2019) - 라몬 폰세카 역
- 닥터 두리틀(2020) - 라술리 역
- 언차티드(2022)
- 인디아나 존스 5(2022)
- 장화신은 고양이: 끝내주는 모험(2022) - 장화 신은 고양이 역 (목소리)
- 인디아나 존스: 운명의 다이얼(2023) - 레날도 역
- 베이비걸(2024)